# Louis Canon
Pour les articles homonymes, voir Louis Legrand, Legrand et Canon.
Louis Ferdinand Joseph Canon, né à Thuin le 24 octobre 1860 et mort à Mons le 29 septembre 1940, est un industriel belge. 
Il s'est marié avec Laure Legrand, fille d’Achille Legrand (constructeur de matériel léger pour voies d'entrepreneurs à Mons). 

## Biographie
Diplômé à l'Université de Liège en ingénierie des mines et en ingénierie des arts et manufactures industriels, il participa à de nombreuses activités patronales.
Directeur de l'usine Canon-Legrand à Mons, qui fabriquait des machines à vapeur et du matériel roulant (chemin de fer), il fut également président ou vice-président de plusieurs sociétés telles que la Banque nationale de Belgique.
Il fonda ou fut membre de nombreux projets économiques belges tel que la Chambre de commerce et d'industrie de Mons.
On le retrouve également en politique au Parti libéral du Hainaut, surtout pour des charges ayant trait à sa région natale.
Il fut professeur à ses heures perdues.